# M1 重レッカー車
M1／M1A1重レッカー車（M1／M1A1 Heavy Wrecker）は、第二次世界大戦期にアメリカ合衆国で開発・運用された6輪駆動の軍用レッカー車である。

## 概要
M1／M1A1重レッカー車は、第二次世界大戦初期にアメリカ合衆国で開発され、大戦を通じ、ダイヤモンドT969レッカー車と共に、アメリカ軍で運用された6輪駆動の大型軍用レッカー車である。
M1は、マーモン・ヘリントン社が原型を開発し、コービー社が修正を加えて完成した、27tの牽引力を持つ軍用の重レッカー車である。1941年からワード・ラ・フランス社によって生産が開始され、需要が増え生産が追いつかなくなると、ケンワース社でも併行生産された。改良型のM1A1と合わせ、大戦中に総計4,925両が生産された。
M1A1はM1の小改良型で、外観的な変化として、M1はハードトップ型で曲線的なフロントフェンダーであるのに対し、M1A1はソフトトップ型で、直線的なデザインのフロントフェンダーになり、クレーンが新型になっている点が挙げられる。ソフトトップのM1A1は、他の米軍車両と同様に、リングマウントを取り付け、M2重機関銃を装備する事が可能である。
尚、アメリカ陸軍武器科の補給品カタログにおいて用いられる命名法システムでは、本車はG116として参照される。

## 形式
M1とM1A1は、ワード・ラ・フランス、ケンワース両社で大戦を通じて併行生産された事により、いくつかの形式名が存在する。
ワード・ラ・フランス モデル1000 シリーズ1
1941年生産。M1の初期モデル。ハードトップキャブ、11.25-20サイズのタイヤを装着し、運転席後部に2個のスペアタイヤを装備。車体前部だけにウィンチが装備されている。
ワード・ラ・フランス モデル1000 シリーズ2
1941～1942年生産。M1の改良モデル。11.00-20サイズのタイヤを装着。運転席後部のスペアタイヤが1個になり、もう1個は助手席側に移動された。車体後部にもウィンチが追加装備された。
ワード・ラ・フランス モデル1000 シリーズ3
M1のイギリス向けレンドリース専用モデル。シリーズ2をベースとしており、トレーラーとの連結部が取り除かれている。
ワード・ラ・フランス モデル1000 シリーズ4
1943年初期に生産。M1の改良モデル。新型のブームクレーンを装備、ダッシュボードの表示が軍仕様に変更、給油口を大型に変更、など。
ワード・ラ・フランス モデル1000 シリーズ5
1943年以降に生産。M1A1に相当するモデル。ソフトトップキャブ、直線的なフェンダー、新型のUS6Aクレーン装備。
ケンワース モデル570
ワード・ラ・フランス モデル1000 シリーズ2 に相当する。M1のケンワース社生産型。
ケンワース モデル571
モデル570とほぼ同じ（エンジンのフィルターが変更されている）。
ケンワース モデル572
キャブはハードトップのままで、M1A1の新型US6Aクレーンを装備、ダッシュボードの表示が軍仕様に変更。
ケンワース モデル573
ワード・ラ・フランス モデル1000 シリーズ5に相当する。M1A1のケンワース社生産型。使用部品の多くは相互互換性があった。

## 画像

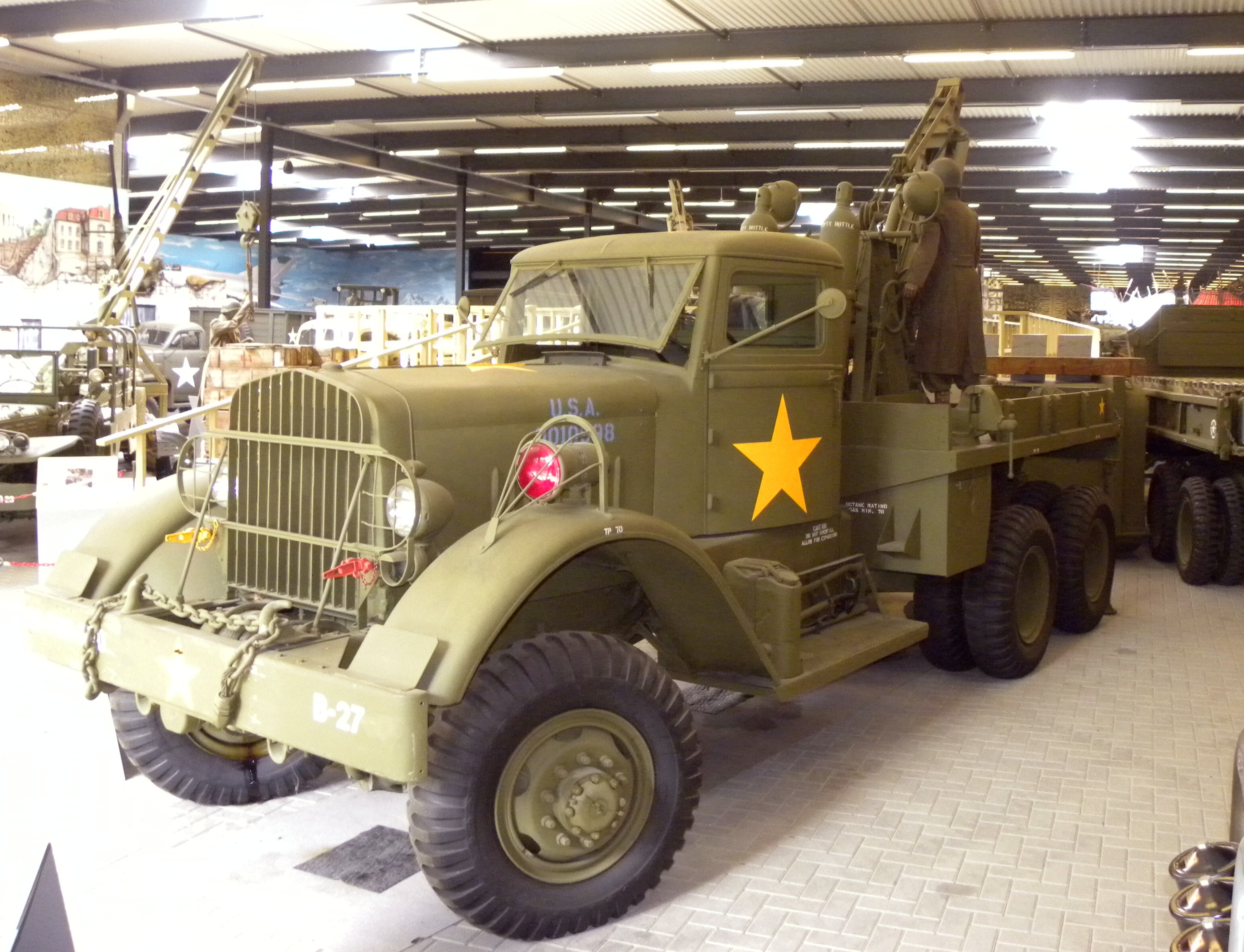
ワード・ラ・フランス製の初期型M1 モデル1000 シリーズ2。
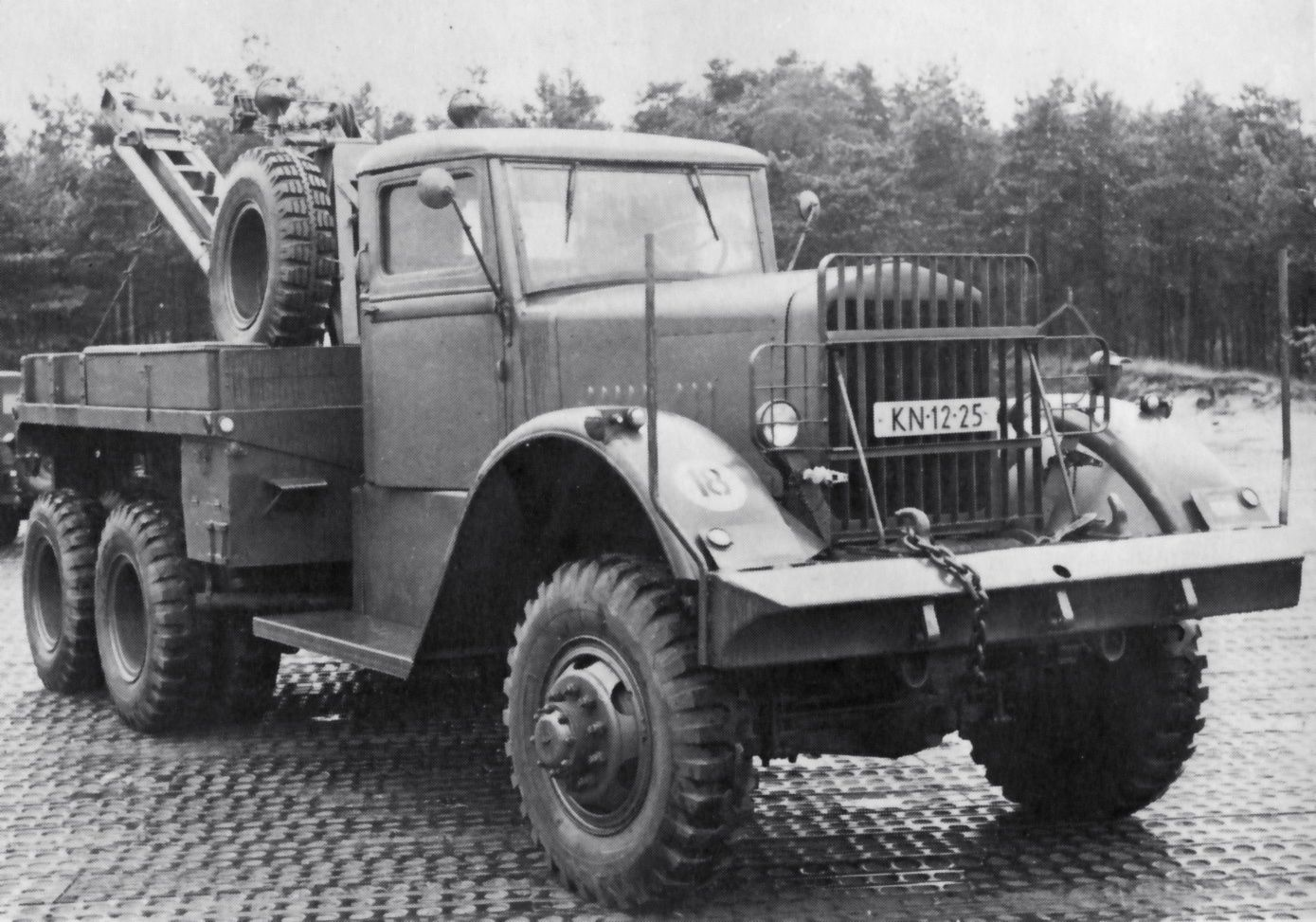
ケンワース製の初期型M1 モデル570。
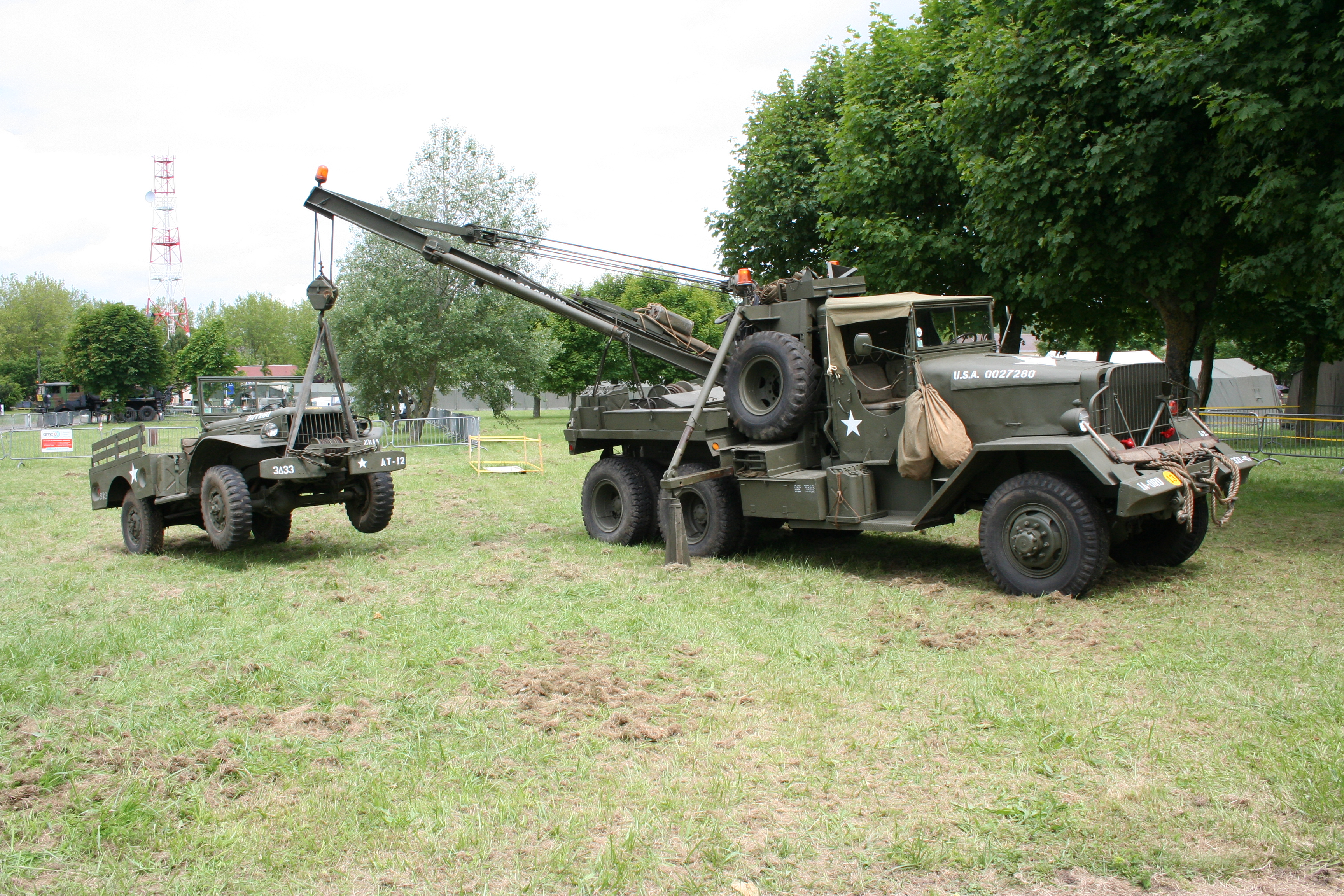
ダッジ WC-52を吊り上げるM1A1。
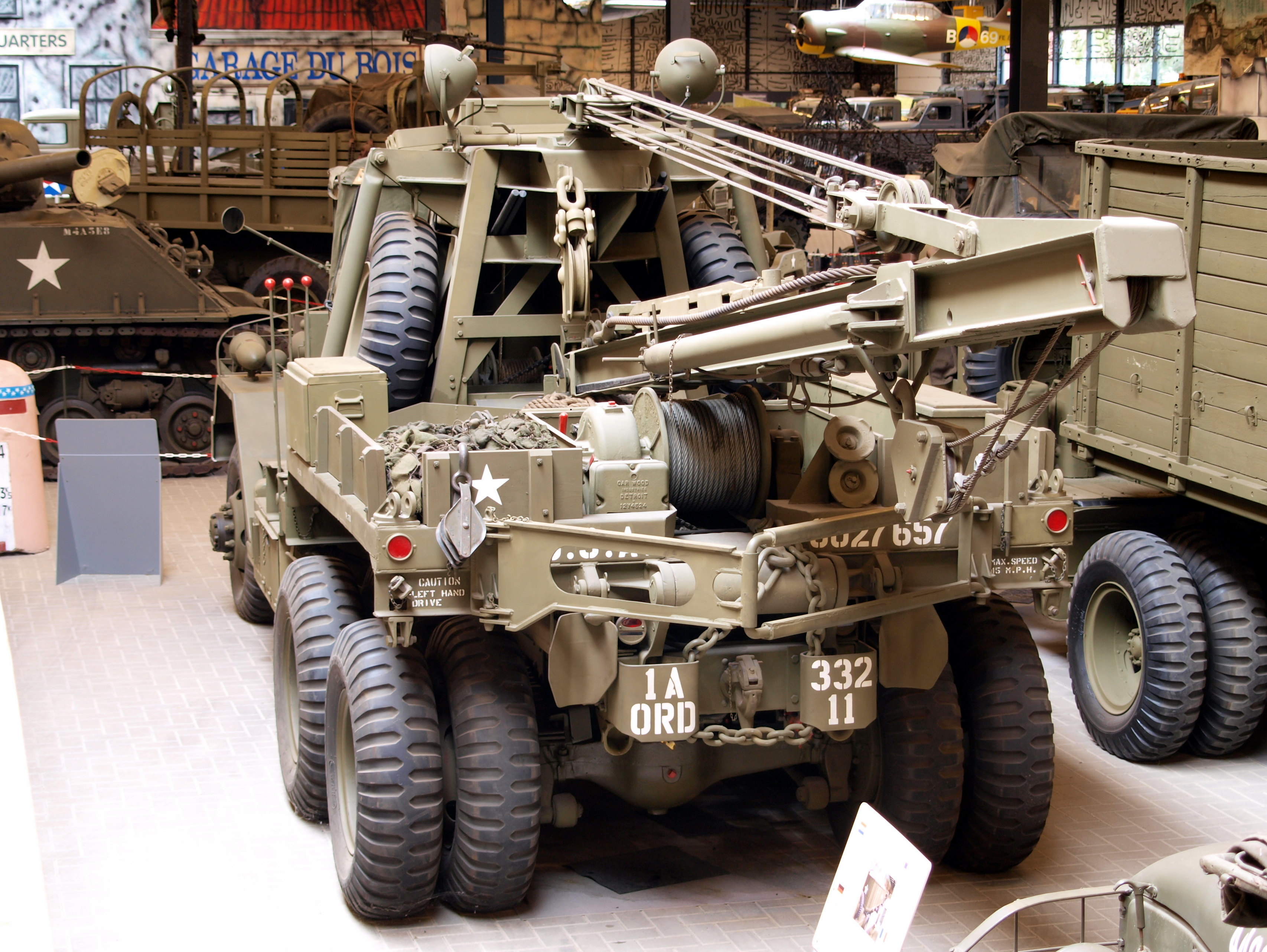
M1A1のクレーン部。